# Mar de Bohol

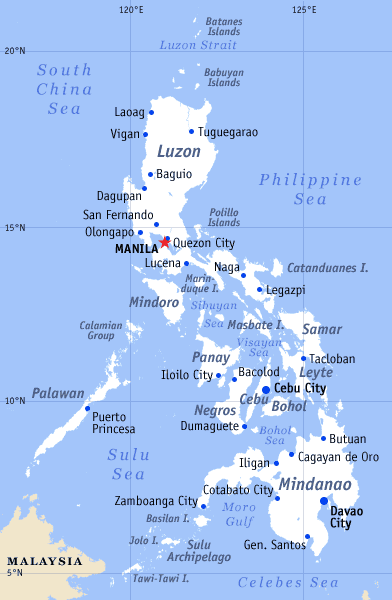
Mapa de les Filipines en què es pot veure la ubicació de la mar de Bohol

La mar de Bohol, també coneguda com a mar de Mindanao (en filipí Dagat Bohol o Dagat Mindanao, en anglès Sea of Bohol o Sea of Mindanao), és una de les mars interiors de les Filipines. És al sud de Bohol i Leyte i al nord de Mindanao. Les illes més grans dins d'aquesta mar són Siquijor i Camiguín.
Es comunica amb la mar de Visayas al nord a través del canal de Tañon, amb la mar de les Filipines pel canal de Surigao i amb la mar de Camotes pels canal de Canigao i de Cebu.
La mar de Bohol és un bon lloc per practicar el submarinisme.